# Polycentropus drahamensis
Polycentropus drahamensis är en nattsländeart som beskrevs av Malicky 1982. Polycentropus drahamensis ingår i släktet Polycentropus och familjen fångstnätnattsländor. Inga underarter finns listade i Catalogue of Life.